# Dunhua
Dunhua (chinesisch 敦化市, Pinyin Dūnhuà Shì, W.-G. Tunhua Shi; korean. 돈화 / Tonhwa) ist eine kreisfreie Stadt des Autonomen Bezirks Yanbian der Koreaner im Osten der chinesischen Provinz Jilin. Sie hat eine Fläche von 11.882 Quadratkilometern und zählt 483.464 Einwohner (Stand: Zensus 2010).
Die Liudingshan-Gräber (Goguryeo) (Liudingshan gumuqun 六顶山古墓群) und die Bergstadt Chengshanzi (Chengshanzi shancheng 城山子山城) stehen seit 1961 bzw. 2006 auf der Liste der Denkmäler der Volksrepublik China.

## Administrative Gliederung
Auf Gemeindeebene setzt sich die kreisfreie Stadt aus vier Straßenvierteln, elf Großgemeinden und fünf Gemeinden zusammen. 